# Flaga Asturii

Flaga średniowiecznego Królestwa Asturii, z dewizą „Ten znak chroni pobożnych, ten znak pokonuje wrogów”

Flaga Asturii pochodzi z początku XIX w. z okresu wojny na Półwyspie Iberyjskim, gdy Asturianie zjednoczyli się do walki z Francją napoleońską. Oryginalna wersja zawierała motto Asturias jamás vencida (Asturia nigdy niezwyciężona).
Barwa błękitna jest symbolem Najświętszej Marii Panny. W środku płata jest sylwetka Krzyża Zwycięstwa, który był przez Pelagiusza, założyciela monarchii Asturii, wysoko niesiony przed wojskiem w czasie bitwy z muzułmanami pod Covadongą w VIII wieku. Obecnie ten niemal metrowej wysokości, złoty, wysadzany kamieniami krzyż z relikwiarzem, jest przechowywany w katedrze w Oviedo. Na fladze, zawieszone są na krzyżu greckie litery alfa i omega, symbolizujące Chrystusa jako początek i koniec.
Przyjęta 30 grudnia 1981 roku. Proporcje 2:3.